# Польвар
Польва́р (Пульвар, Пулвар, перс. پُلوار‎), также Рудханейе-Моргаб, в нижнем течении — Рудханейе-Сивенд (رود سیوند), в верхнем течении — Шейха́н — река на юго-западе Ирана, на севере остана (провинции) Фарс, левый приток Кура (бассейн бессточного солёного озера Бехтеган (Нейриз)). Вытекает из горного района к северу от Дехбида и течет сначала в юго-восточном направлении. В районе южнее Кадерабада Польвар поворачивает на юго-запад и, орошая районы Моргаб и Мервдешт. Около деревни Сивенд река проходит через Сивендское ущелье и меняет название на Рудханейе-Сивенд. Впадает в реку Кур около моста Пулье-Хан.
В 1933 году Аурель Стейн провел зондирование двух отдалённых доисторических курганов на берегах Польвара, где встречались находки периода халколита (IV—III тысячелетия до н. э).
В античности Польвар назывался Кир (др.-греч. Κῦρος, лат. Cyrus). Страбон утверждает, что царь персов Кир II Великий принял имя этой реки, переименовав себя из Аградата в Кира. Также назывался Мед (Medus).

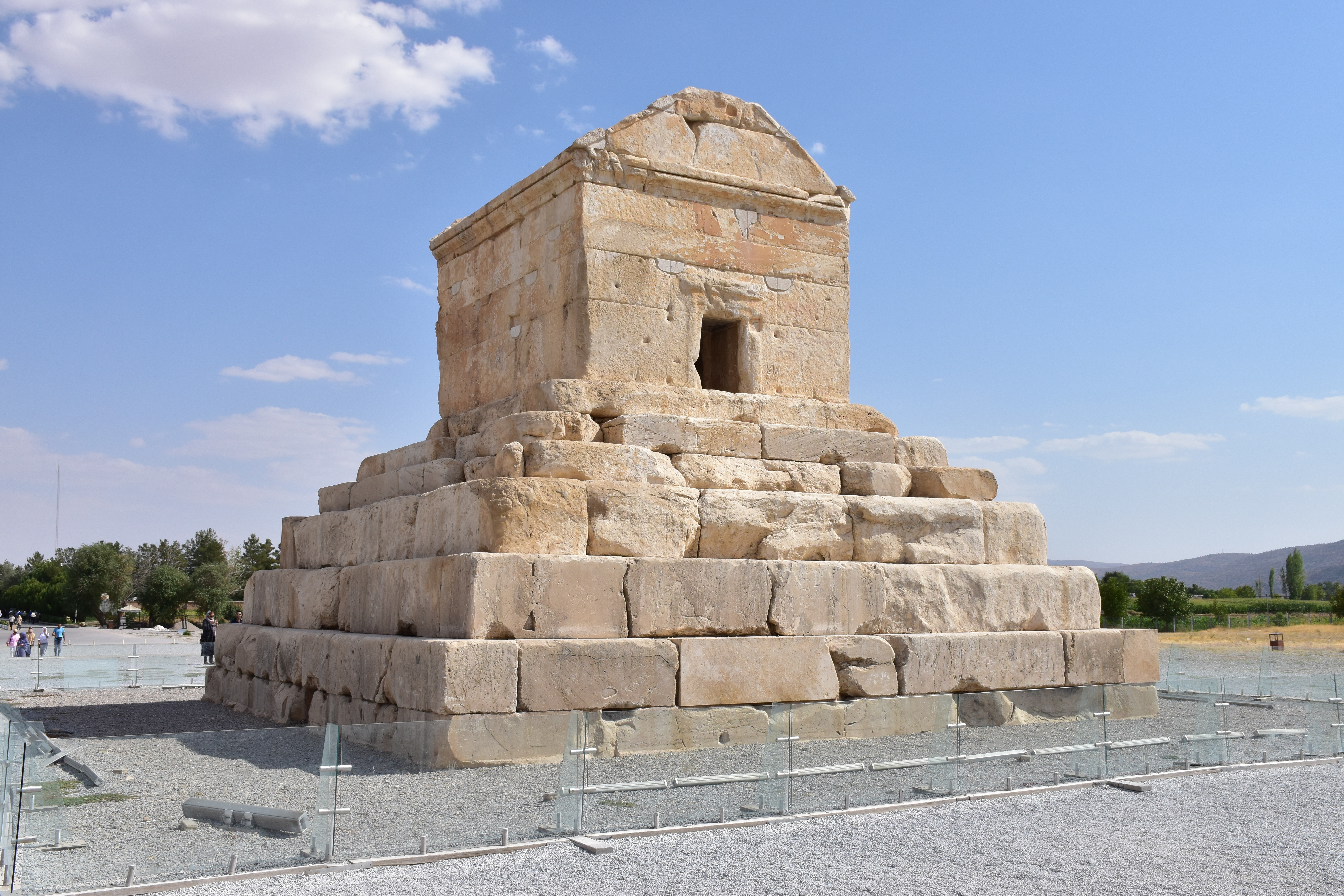
Гробница Кира II в Пасаргадах

В долине Польвара находятся наиболее важные памятники государства Ахеменидов. В северной части долины Польвара, в плодородной и хорошо орошаемой, окружённой горами обширной долине Моргаб (25 км длиной и 15 км шириной), на высоте 1900 м над уровнем моря находятся развалины древнего города Пасаргады, первой столицы государства Ахеменидов, возведённой Киром II Великим. Судя по литературным и археологическим свидетельствам, Пасаргады были обитаемы ещё с IV тысячелетия до н. э. Дарий I перенёс столицу в Персеполь, расположенный в южной части долины Польвара, в 40 км к юго-западу от Пасаргад на искусственной террасе, на высоте около 1500 м над уровнем моря, примерно в 57 км к северо-востоку от Шираза, у подножья горы Кухе-Рахмат (Кухе-Рехмет). Древняя дорога между двумя городами пролегала вдоль относительно прямого течения реки Польвар, длина пути была всего 50 км, что значительно короче современного пути длиной 80 км по шоссе. В 1979 году Персеполь внесён в список объектов всемирного наследия, а в 2004 году —  Пасаргады.
Древний город Истахр расположен в 5 км севернее цитадели Персеполя в узкой долине реки Польвар, между северным склоном гор Кухе-Рахмат (Кухе-Рехмет) и скалами Накше-Рустам. Он стоит недалеко от точки, где долина переходит в широкую равнину Мервдешт, простирающуюся до равнины Персеполя. С начала III века Истахр стал центром Персиды, ранее, вероятно, был пригородом Персеполя.
В 2007 году у города Мадере-Солейман близ руин Пасаргад после проведения спасательных археологических работ построена грунтовая Сивендская плотина, создано водохранилище для целей ирригации. Высота плотины составляет 57 м, а ширина в верхней части — 600 м.